# Uschi Obermaier

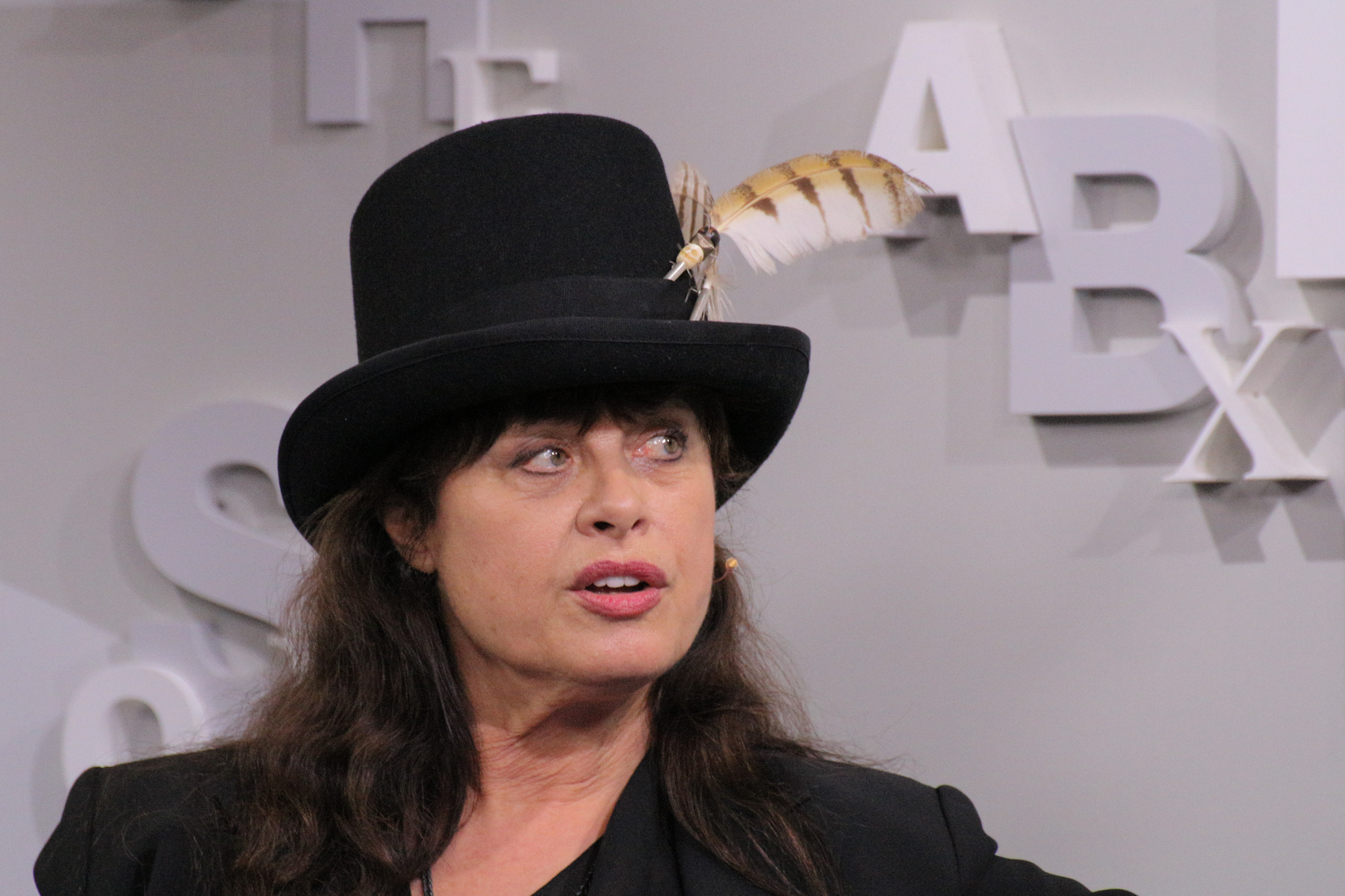
Uschi Obermaier.

Uschi Obermaier, även Chrissi Malberg, född 24 september 1946 i München, är en tysk före detta fotomodell och skådespelerska, känd som förespråkare för den sexuella revolutionen  i den tyska 1968-generationen.
Obermaier var en tid medlem i den politiska gruppen Kommune 1 och var bland annat därigenom associerad med den tyska 68-vänstern. Inom den tyska utomparlamentariska vänstern sågs hon dock av de flesta inte som en aktivist. Hon deltog inte i radikalfeministiska manifestationer, i motsats till flera andra kvinnor i gruppen kring Kommune 1.
Hon blev också känd som anhängare till den sexuella revolutionen och som groupie där hon påstås ha haft affärer med Keith Richards och Mick Jagger från Rolling Stones, och även Jimi Hendrix. 